# Hauptallee (Wien)

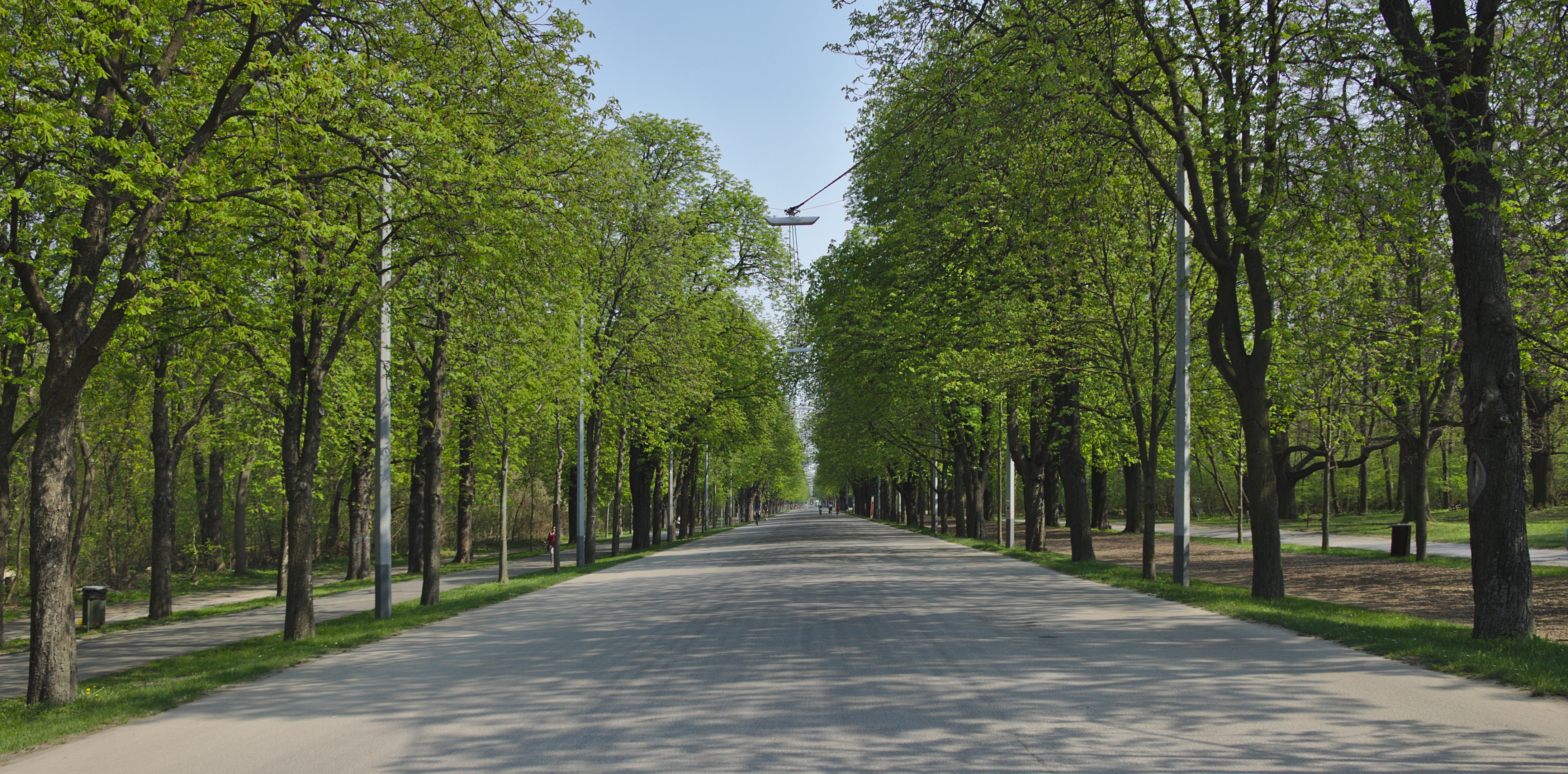
Hauptallee im Wiener Prater

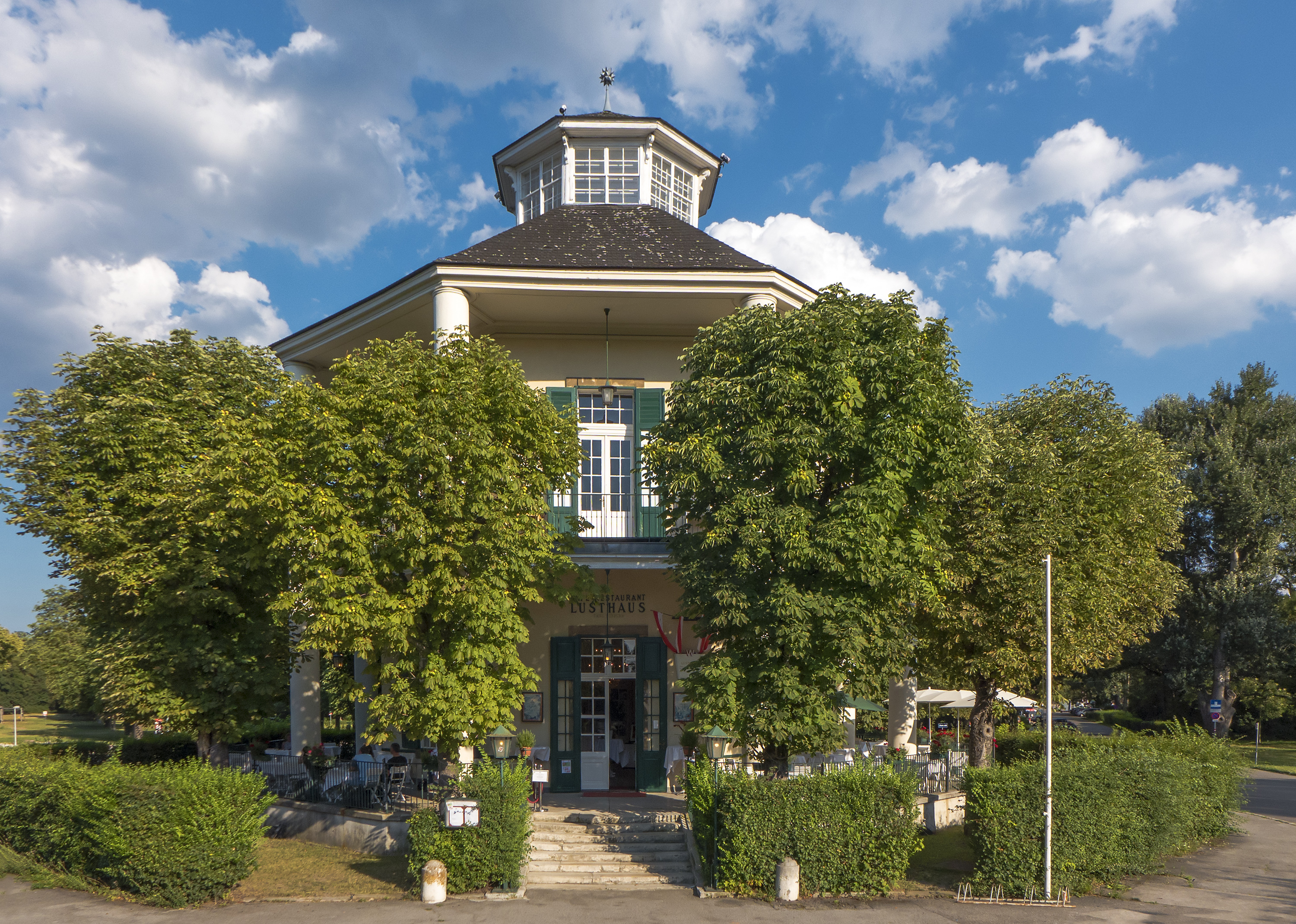
Das Lusthaus am Ende der Hauptallee

Die Hauptallee (umgangssprachlich auch: Prater-Hauptallee) ist eine etwa 4,4 km lange Allee im Wiener Prater. Sie führt vom Praterstern zum Lusthaus und entstand 1538 durch Schlägerungen im Auwald, um eine Verbindung zwischen dem Augarten und dem kaiserlichen Jagdgebiet im Prater herzustellen. Die schnurgerade Allee besteht aus der Hauptfahrbahn und beidseitigen Reitwegen und Fußgängerpromenaden. Dazwischen wurden mehrreihig Kastanienbäume gepflanzt. Die Hauptallee befindet sich seit der Eingemeindung der Vorstädte 1850 im 2. Wiener Gemeindebezirk, der Leopoldstadt.

## Geschichte
Die Hauptallee verband ursprünglich die kaiserliche Favorita im Augarten mit dem Jagdgebiet des Hofs im Prater. Die Allee entstand 1537/38 unter Kaiser Ferdinand I. durch Schlägerung im Prater-Auwald und wurde zeitweise „Langer Gang“ genannt. Die Straße war ursprünglich durch den Donauarm Heustadlwasser in zwei Teile getrennt. Der westliche Teil verlief vom Augarten (später nur vom Praterstern) bis zum sogenannten ersten Rondeau, der östliche Teil verlief vom zweiten Rondeau zum Lusthaus. Dazwischen musste man entlang des Südufers des Heustadlwassers gehen bzw. reiten. Zur Bekämpfung der Arbeitslosigkeit nach dem preußisch-österreichischen Krieg 1866 wurde ein Teil des Heustadlwassers zugeschüttet und planiert, sodass die Hauptallee seit 1867 durchgängig vom Praterstern zum Lusthaus verläuft. Das Heustadlwasser ist seither in ein „oberes“ und ein „unteres“ geteilt.

## Verlauf

### Verbindungsbahn
Am Beginn der Hauptallee führte von 1859 bis 1959 eine Brücke der Verbindungsbahn zwischen Nord- und Südbahnhof über die Straße und bediente zwischen Hauptallee und Ausstellungsstraße die 1900 / 1901 in Betrieb genommene Haltestelle Praterstern. Die Bahnverbindung wurde in den 1950er Jahren bis 1959 auf den vergrößerten und umgebauten Praterstern verlegt, wo der Bahnhof Wien Praterstern heute, mittlerweile auch von zwei U-Bahn-Linien angefahren, einer der wichtigsten Regionalverkehrsknoten Wiens ist. Bei der Neugestaltung des Pratersterns wurde damals ein großer Kreisverkehr angelegt, dem etwa 400 m der Hauptallee (ursprünglich 4,8 km lang) zum Opfer fielen. Der Praterstern war von der Altstadt seit 1868 mit der Pferdetramway erreichbar.

### Wurstelprater
Auf den ersten 700 m der Hauptallee grenzt nördlich seit den 1770er Jahren der Wurstelprater, Wiens großer Vergnügungspark, an die Hauptallee, die, wie der ganze Prater, von Kaiser Joseph II. 1766 für die Öffentlichkeit freigegeben wurde. Unweit der Allee befinden sich das 1897 errichtete Riesenrad und das 1964 eröffnete Planetarium der Stadt Wien. (Vor 1945 reichte der Vergnügungspark dichter an die Hauptallee heran.)
Nach 1786 wurden an der Hauptallee vor der Waldsteingartenstraße in geringer Entfernung voneinander an der nördlichen Straßenseite drei Kaffeehäuser eingerichtet, die Erstes, Zweites und Drittes Kaffeehaus hießen. Sie waren populäre Ausflugsziele. 1814 spielte Ludwig van Beethoven, 1824 Joseph Lanner im 1. Kaffeehaus; später spielten Tanzkapellen, wie etwa die von Johann oder Eduard Strauß, auf.

### Rotunde

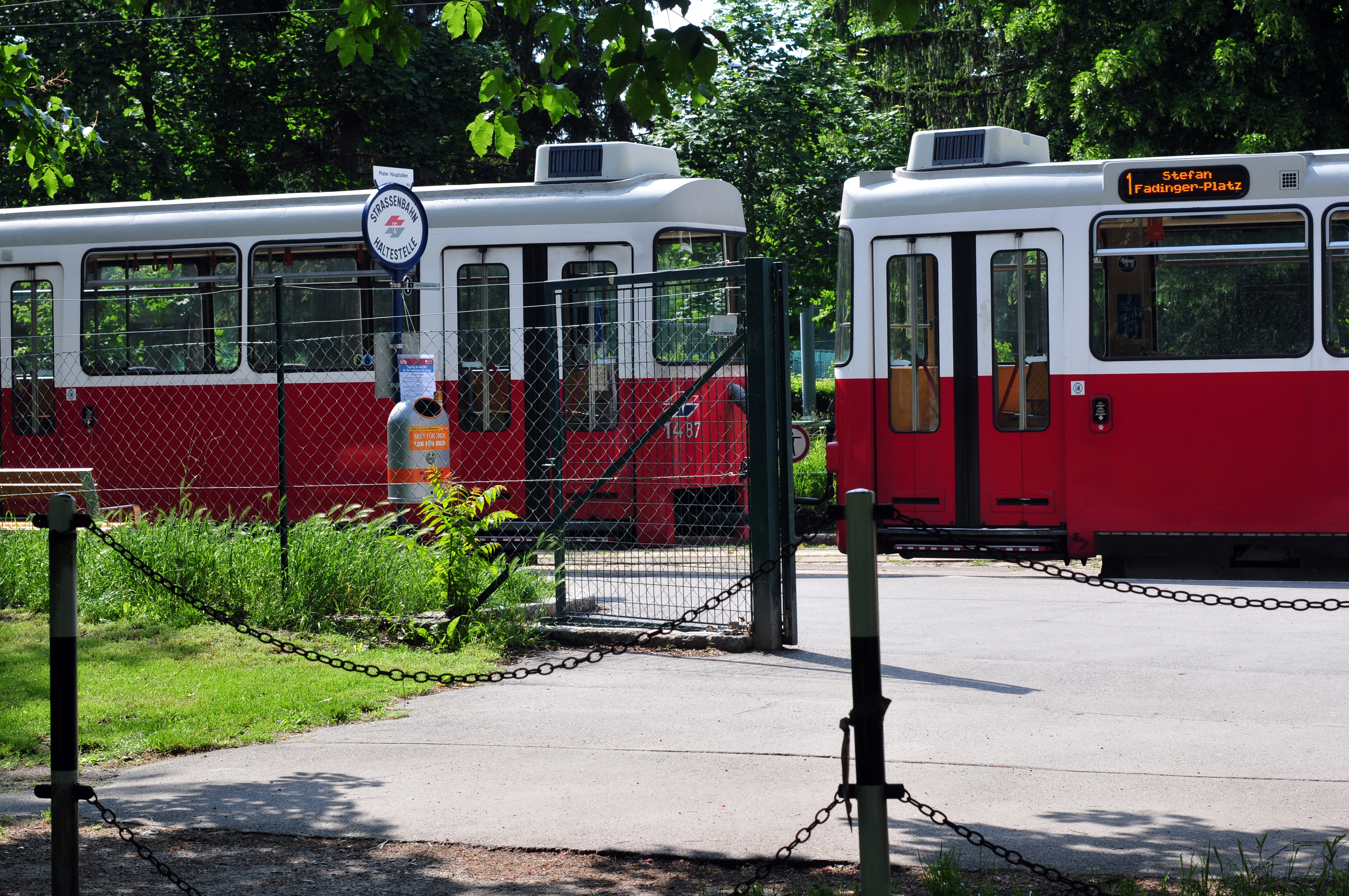
Endstation Prater Hauptallee der Straßenbahnlinie 1 bei der Rotundenallee

Vom Praterstern etwa 1,1 km entfernt, befindet sich neben dem 1873 südlich der Hauptallee entstandenen Konstantinhügel bei der Kreuzung der Hauptallee mit Rotundenallee und Kaiserallee die Endstation der zuvor über Ringstraße und Franz-Josefs-Kai verkehrenden Straßenbahnlinie 1 (die Strecke wurde zuvor seit 1873 von einer Pferdebahnlinie befahren). Nördlich befand sich unweit der Hauptallee 1873–1937 die zur Weltausstellung 1873 errichtete Rotunde, ein riesiges Ausstellungsgebäude, das 1937 abbrannte und an dessen Stelle nun der Neubau der Wirtschaftsuniversität Wien fertiggestellt wurde.

### Stadion
Etwa 2,3 km vom Praterstern entfernt, liegt nordöstlich nahe der Allee das 1931 eröffnete Praterstadion (oder schlicht Stadion), seit 1992 auch Ernst-Happel-Stadion genannt. Direkt an die Hauptallee grenzen die Liegewiesen des 1931 eröffneten Stadionbads. Bei der Stadionallee kreuzen die Hauptallee städtische Autobuslinien.

### Heustadelwasser

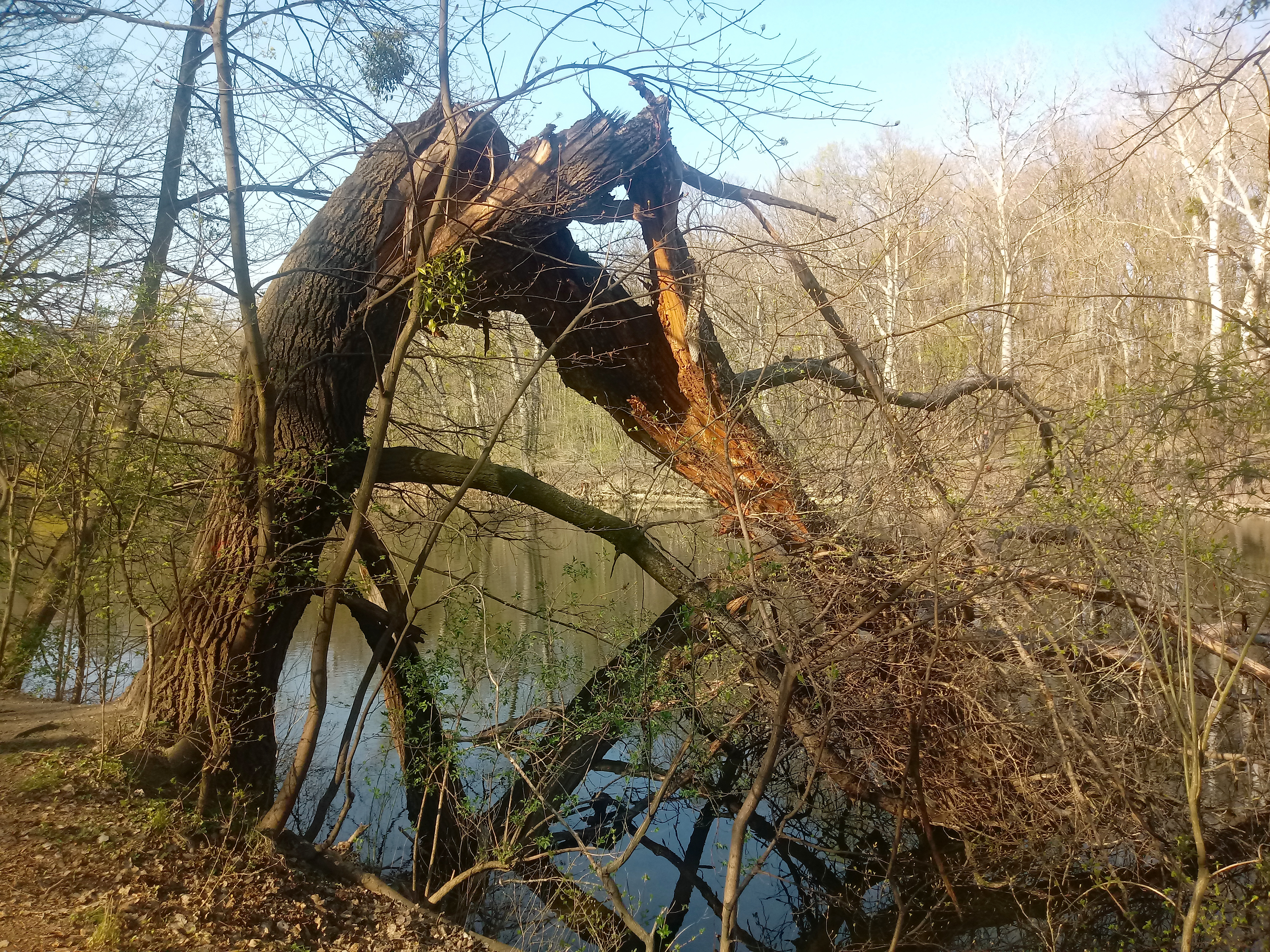
Oberes Heustadelwasser

Der etwa 1,3 km lange Mittelteil zwischen dem ersten (Kreuzung mit Stadionallee und Meiereistraße, 2,3 km vom Praterstern) und dem zweiten Rondeau (Einmündung der Lusthausstraße, 3,6 km vom Praterstern) wurde erst 1867 angelegt; bis dahin verlief der Weg zum Lusthaus etwa dort, wo sich heute die Lusthausstraße befindet:
in einem Bogen südwärts entlang des Südufers des Heustadelwassers, bis 1875 ein Donauarm, der die gerade Linie der Hauptallee zweimal kreuzte.
Etwa 3,1 km vom Praterstern quert seit 1970 die sechsspurige, Südosttangente genannte Stadtautobahn A23 die Hauptallee (und das Heustadelwasser) in Hochlage. Die heute meistfrequentierte Autobahn Österreichs wurde über einen zuvor besonders stillen Teil des Grünen Praters geführt. Zur Hauptallee besteht keine Verbindung.

### Ostbahnbrücke

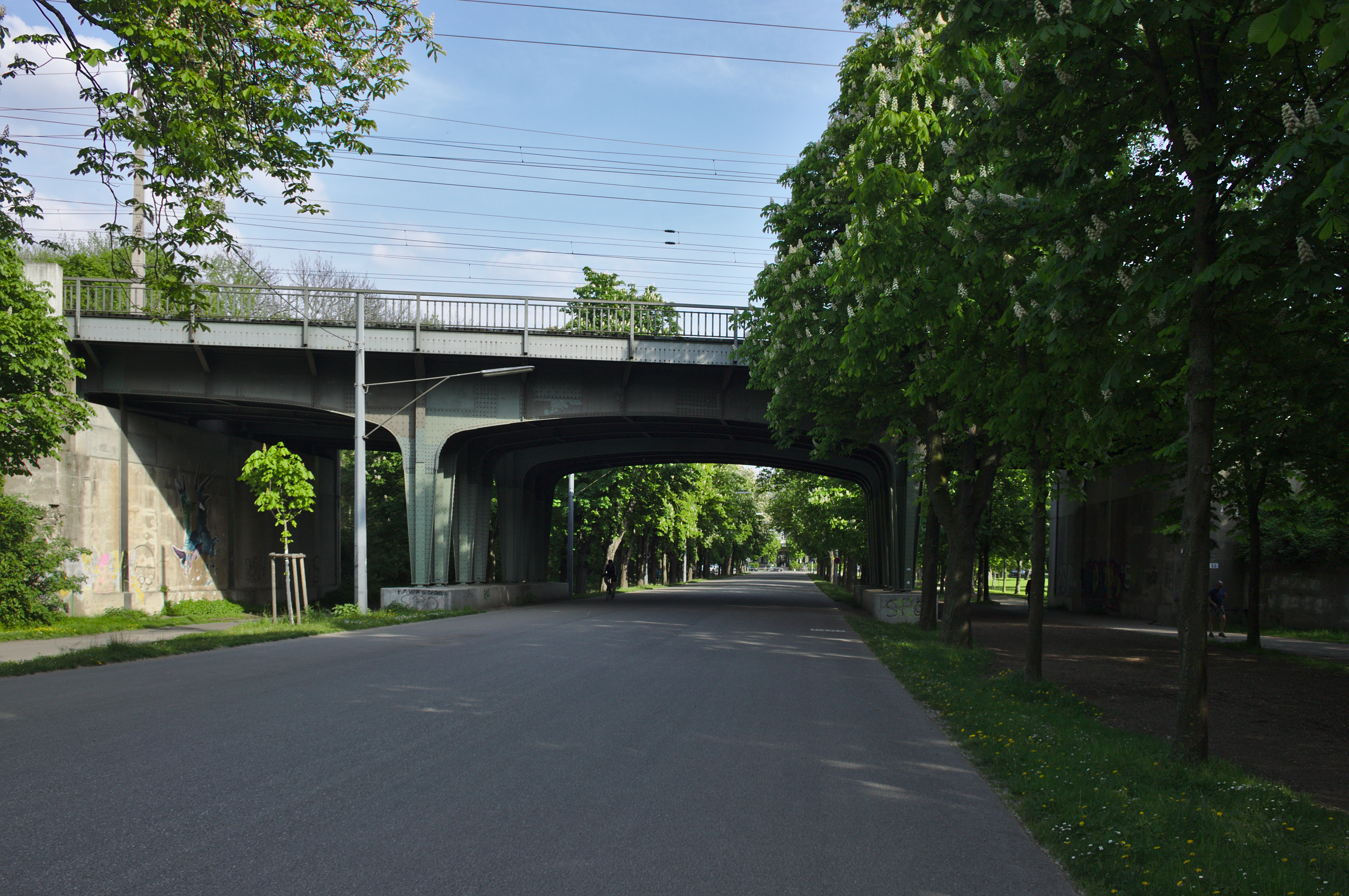
Brücke der Ostbahn über die Hauptallee

Etwa 200 m vor dem Ende der Hauptallee beim Lusthaus führt seit 1870 eine Brücke der Ostbahn über die Straße. Über sie verkehren S-Bahn- und Regionalzüge ins nördliche und östliche Niederösterreich sowie Züge Richtung Brünn, Prag, Krakau und Pressburg.

## Nutzung
Bis zum Ende des 19. Jahrhunderts war die Allee beliebtes Ausflugsziel des Wiener Adels, der hier im Sommer mit seinen Kutschen ausfuhr; es sind Tage dokumentiert, an denen rund 1.200 herrschaftliche Kutschen durch die Allee verkehrten und bei der Rückfahrt ins Stadtzentrum Verkehrsstaus verursachten. Veranstaltungen wie das Lauferrennen, ein Wettrennen der herrschaftlichen Laufer, das allerdings im Revolutionsjahr 1848 verboten wurde, fanden hier statt. Bevor die Trabrennbahn Krieau errichtet wurde, fanden die Pferderennen auf der Hauptallee statt.
Ab 1886 veranstaltete Fürstin Pauline von Metternich den Blumenkorso. Für die Arbeiter war die Hauptallee nach Erstarken der Arbeiterbewegung ein beliebter Aufmarschplatz: Der erste Maiaufmarsch Österreichs fand, in ganz Europa beachtet, am 1. Mai 1890 hier statt, 1897 wurde ein Radfahrer-Blumenkorso veranstaltet. 1903 gab es das erste Automobilrennen in der Hauptallee.

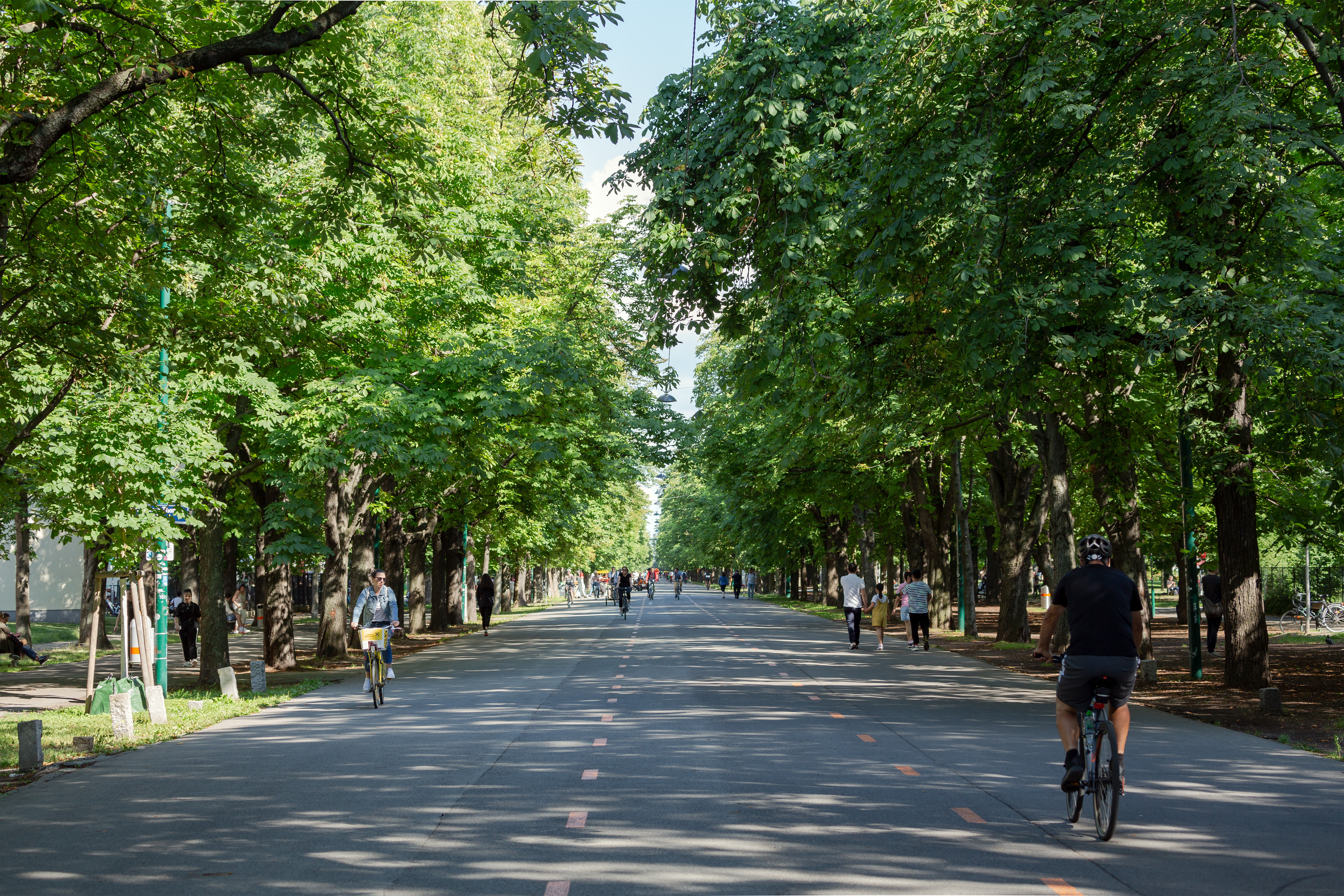
Besucher der Hauptallee an einem Sommernachmittag (2020)

In der Zwischenkriegszeit wurde die Hauptallee vom Automobil erobert. Auf der langen Geraden konnte man die Freuden des Herrenfahrers ausleben. Seit Juni 1964 ist der private Autoverkehr in der Hauptallee größtenteils untersagt; Ausnahmen wurden gelegentlich für Großveranstaltungen im Stadion bewilligt. Heute ist die Hauptallee eine öffentliche Freizeitanlage für Radfahrer, Fußgänger, Läufer (z. B. beim jährlichen Vienna City Marathon), Fiaker, Rikschafahrer und Reiter. Bei ausreichender Schneelage wird die Hauptallee von Schilangläufern benützt.
Am 12. Oktober 2019 lief der Kenianer Eliud Kipchoge als erster Mensch einen Marathon in einer Zeit unterhalb von zwei Stunden (1:59:40). Die Marathonstrecke bestand größtenteils in mehrfachem Ablaufen der Hauptallee, die teilweise auch neuen Belag erhielt.